# Louise Moyes
Pour les articles homonymes, voir Moyes.
Louise Moyes (épouse Bickle), née le 28 juillet 1888 à Toronto et morte le 15 novembre 1952 à Toronto,  est une joueuse de tennis canadienne du début du XXe siècle.
En 1909, elle a été finaliste en double dames à l'US Women's National Championship, associée à Dorothy Green. 
Elle s'est aussi illustrée aux Championnats du Canada où elle a décroché quelque dix titres en simple, et huit autres en double aux côtés de sa compatriote Florence Best.

## Palmarès (partiel)

### Titres en simple dames
| No | Date | Nom et lieu du tournoi            | Catégorie | Surface | Finaliste | Score |  |
| -- | ---- | --------------------------------- | --------- | ------- | --------- | ----- |  |
| 1  | 1906 | Canadian Championships            |           | NC      | NC        | NC    |  |
| 2  | 1907 | Canadian Championships            |           | NC      | NC        | NC    |  |
| 3  | 1908 | Canadian Championships            |           | NC      | NC        | NC    |  |
| 4  | 1910 | Canadian Championships            |           | NC      | NC        | NC    |  |
| 5  | 1913 | Canadian Championships            |           | NC      | NC        | NC    |  |
| 6  | 1914 | Canadian Championships            |           | NC      | NC        | NC    |  |
| 7  | 1920 | Canadian Championships            |           | NC      | NC        | NC    |  |
| 8  | 1921 | Canadian Championships            |           | NC      | NC        | NC    |  |
| 9  | 1922 | Canadian Championships, Vancouver |           | NC      | NC        | NC    |  |
| 10 | 1924 | Canadian Championships            |           | NC      | NC        | NC    |  |

### Titres en double dames
| No | Date | Nom et lieu du tournoi           | Catégorie | Surface    | Partenaire          | Finalistes                   | Score    |  |
| -- | ---- | -------------------------------- | --------- | ---------- | ------------------- | ---------------------------- | -------- |  |
| 1  | 1910 | Canadian Championships           |           | NC         | Florence Best       | NC                           | NC       |  |
| 2  | 1912 | Cincinnati tournament Cincinnati |           | Dur (ext.) | Mary Kendall Browne | May Sutton Mrs. Gus Touchard | 6-3, 6-3 |  |
| 3  | 1913 | Canadian Championships           |           | NC         | Florence Best       | NC                           | NC       |  |
| 4  | 1919 | Canadian Championships Vancouver |           | NC         | Florence Best       | NC                           | NC       |  |
| 5  | 1920 | Canadian Championships           |           | NC         | Florence Best       | NC                           | NC       |  |
| 6  | 1921 | Canadian Championships           |           | NC         | Florence Best       | NC                           | NC       |  |
| 7  | 1922 | Canadian Championships Vancouver |           | NC         | Florence Best       | NC                           | NC       |  |
| 8  | 1923 | Canadian Championships           |           | NC         | Florence Best       | NC                           | NC       |  |
| 9  | 1924 | Canadian Championships           |           | NC         | Florence Best       | NC                           | NC       |  |

### Finale en double dames
| No | Date       | Nom et lieu du tournoi                 | Catégorie | Surface      | Vainqueures                 | Partenaire    | Score    |          |
| -- | ---------- | -------------------------------------- | --------- | ------------ | --------------------------- | ------------- | -------- | -------- |
| 1  | 21/06/1909 | US National Championships Philadelphie | G. Chelem | Gazon (ext.) | Hazel Hotchkiss Edith Rotch | Dorothy Green | 6-1, 6-1 | Parcours |

## Parcours en Grand Chelem (partiel)
Si l’expression « Grand Chelem » désigne classiquement les quatre tournois les plus importants de l’histoire du tennis, elle n'est utilisée pour la première fois qu'en 1933, et n'acquiert la plénitude de son sens que peu à peu à partir des années 1950.

### En double dames
| Année | - | - | Championnat de France | Championnat de France | Wimbledon | Wimbledon | US National          | US National              |
| 1909  | - | - | -                     | -                     | -         | -         | Finale Dorothy Green | H. Hotchkiss Edith Rotch |

Sous le résultat, la partenaire ; à droite, l’ultime équipe adverse.